# Czesław Twardzik
Czesław Twardzik (ur. 15 lipca 1914 w Barkach, zm. 10 września 1979 w Chełmie) – polski poeta i działacz polityczny.

## Życiorys
Ukończył Szkołę Handlową w Chełmie oraz zaocznie Studium Ekonomiczne w Krakowie. W 1936 roku ogłosił tom poezji Z pierwszych szczebli. W latach 1944–1945 był oficerem Ludowego Wojska Polskiego. W okresie 1953–1966 pracował jako ekonomista w spółdzielczości. Od 1966 był kierownikiem Wydziału Budżetowo-Gospodarczego w administracji miasta Chełma. Działał w Stronnictwie Demokratycznym, był przewodniczącym Wojewódzkiego Komitetu SD w Chełmie. Należał do Klubu Pisarzy SD im. Bolesława Prusa. Z ramienia SD zasiadał w radach narodowych. 
Odznaczony m.in. Krzyżem Kawalerskim Orderu Odrodzenia Polski, Medalem Zwycięstwa i Wolności 1945 oraz Złotym i Srebrnym Krzyżem Zasługi. 

## Twórczość poetycka
- Kształt ziemi
- Być
- Zanim ucichnie
- Tu ziemia - woła człowiek
- Grawitacje